# Biskupice Oławskie
Biskupice Oławskie (niem. Bischwitz) – wieś w Polsce, położona w województwie dolnośląskim, w powiecie oławskim, w gminie Jelcz-Laskowice.
| SIMC    | Nazwa  | Rodzaj     |
| ------- | ------ | ---------- |
| 0874532 | Celina | przysiółek |

W latach 1975–1998 wieś administracyjnie należała do województwa wrocławskiego.
Obecną nazwę wsi zatwierdzono administracyjnie 12 listopada 1946.
We wsi znajduje się stacja kolejowa Biskupice Oławskie.